# سارا برنارد
سارا برنارد یا سارا برنارت (به فرانسوی: Sarah Bernhardt) (۲۲ اکتبر ۱۸۴۴ – ۲۶ مارس ۱۹۲۳) هنرپیشه تئاتر اهل فرانسه و انتخاب‌شده به‌عنوان «مشهورترین بازیگر زن تاریخ» بود. پرآوازگی وی بیشتر به دلیل بازی در سارای کشیش است.

## خانواده
سارا برنارد دختر یک روسپی یهودی بود. چون مادرش دوستش نداشت و از کودکی همواره طرد شده بود، همیشه به دنبال تشویق و تمجید دیگران می‌گشت. به همین دلیل، اراده‌ای فوق‌العاده برای پیشرفت کار خود در تئاتر داشت.
به دلیل دروغ‌های زیادی که می‌گفت، پی بردن به حقایق زندگی او، مانند هویت پدر و حتی تاریخ تولد او (۲۲ و شاید ۲۳ اکتبر ۱۸۴۴) بسیار دشوار است.

## کار تئاتر

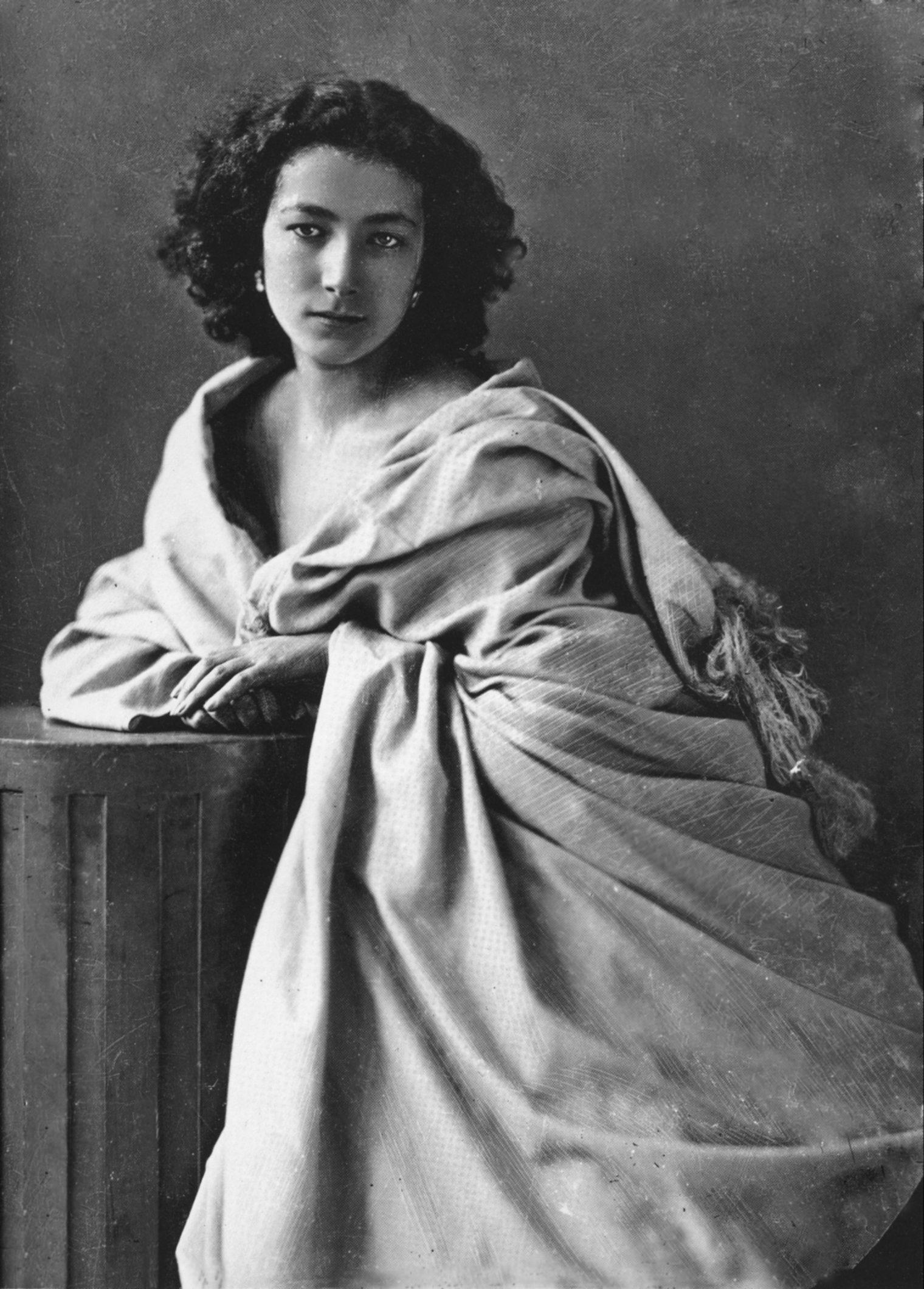
انتخاب هملت نقطهٔ بسیار مهمی در زندگی برنارت بود؛ زیرا، با وجود اینکه پیش از برنارد هم زنانی نقش هملت را بازی کرده بودند، سارا برنارد نخستین کسی بود که از هملت برای کسب شهرت و جلب توجه رسانه‌ها بهره گرفت.

مادر برنارد می‌خواست او را به حال خود رها کند؛ ولی معشوق مادر سارا (شارل دو مورنی، که برادر ناتنی ناپلئون بناپارت بود) به او پیشنهاد کرد که وارد دنیای بازیگری شود. اسم برنارد نخستین بار در نوجوانی با بازی در تئاتر معتبر کمدی فرانسه مطرح شد؛ اما، به خاطر سیلی زدن به صورت بازیگر معروف آن تئاتر، اخراج شد. با این کار، او یک‌شبه به ستاره تبدیل شد و بلافاصله بعد از این پیشامد، تئاتر ژیمانسه او را به خدمت گرفت.
برنارد، با پوشیدن شلوار و بازی در نقش یک پسر در نمایش عابر نوشتهٔ فرانسوا کوپه درخشید.
در سال ۱۸۷۲، درخشش او در نمایش ریبلاس نوشتهٔ ویکتور هوگو آنچنان تحسین همگان را برانگیخت که کمدی فرانسه از او برای بازگشت دعوت کرد. برنارد این دعوت را پذیرفت. پس از بازگشت به این تئاتر، وارد رابطهٔ عاطفی و پرشوری با مرد جذابی به «نام ژان مونه-سولی» شد. «مونه-سولی» تلاش زیادی برای کنترل برنارد از بی‌قیدوبندی‌های او داشت، اما در این کار موفق نشد.
پس از آن، زندگی کاریِ او شتاب بیشتری گرفت. بازی در نمایش فدر نوشتهٔ ژان راسین باعث رسیدن او به اوج موفقیت و درخشش شد. پس از آن، او نمایش‌های خود را در دیگر نقاط جهان ازجمله شش هفته در تئاتر گایتی لندن در سال ۱۸۸۰، نقش مادام کاملیا در آمریکا، و دیگر نقش‌ها در آرژانتین، اتریش، و استرالیا اجرا کرد.
انتخاب هملت نقطهٔ بسیار مهمی در زندگی برنارد بود؛ زیرا، با وجود اینکه پیش از برنارد هم زنانی نقش هملت را بازی کرده بودند، سارا برنارد نخستین کسی بود که از هملت برای کسب شهرت و جلب توجه رسانه‌ها بهره گرفت. او هملت را به نثر اجرا کرد، که به مذاق خیلی‌ها سازگار خوش نیامد.
او دربارهٔ بازی خود در نقش‌های مردانه گفته بود: «نه اینکه من از نقش‌های مردانه خوشم بیاید؛ صرفاً ذهن‌های مردانه را ترجیح می‌دهم.»
در سال ۱۹۰۶، هنگام اجرای اپرای توسکا به این دلیل که تشکی که باید جلوی سقوطش را می‌گرفت سرِ جایش نبود، به زمین‌خورد و زانویش شکست. به دلیل این شکستگی، در سال ۱۹۱۵ بخش قابل‌توجهی از پای راست او را قطع کردند. البته این ماجرا باعث نشد که او دست از کار بکشد، و تا سال ۱۹۲۳، که از دنیا رفت، همچنان به بازیگری در نمایش‌هایی که نیاز به حرکت نداشتند و همچنین در نخستین فیلم‌های صامت بازی کرد.
او در مارس ۱۹۲۳ بر اثر ابتلا به بیماری اوره درگذشت. در پی مرگ او، چند روز عزای عمومی اعلام شد.

## روابط با مردان
او با مردان بسیاری ازجمله ویکتور هوگو، ادوارد هفتم، و شارل هاس (الهام‌بخش مارسل پروست در خلق شخصیت «سوان») رابطه داشت. در سال ۱۸۶۶ با فلیکس دوکوسنل، مالک تئاتر اودئون، آشنا شد. دوکوسنل دربارهٔ او نوشته بود: «فقط زیبا نبود؛ خطرناک‌تر از این بود که فقط خوشگل باشد … موجودی بود با استعدادی بی‌نظیر و هوشی بی‌همتا و انرژی و اراده‌ای بی‌مرز.»

در سال ۱۸۶۴ با اشراف‌زادهٔ بلژیکی، پرنس دو لین، وارد رابطه شد که حاصل آن پسری به نام «موریس» بود. بااینکه نه علاقه‌ای به پسر خود داشت و نه برنامه‌ای برای او، همهٔ همت و ارادهٔ خود را برای کامیابی فرزند خود به کار بست.

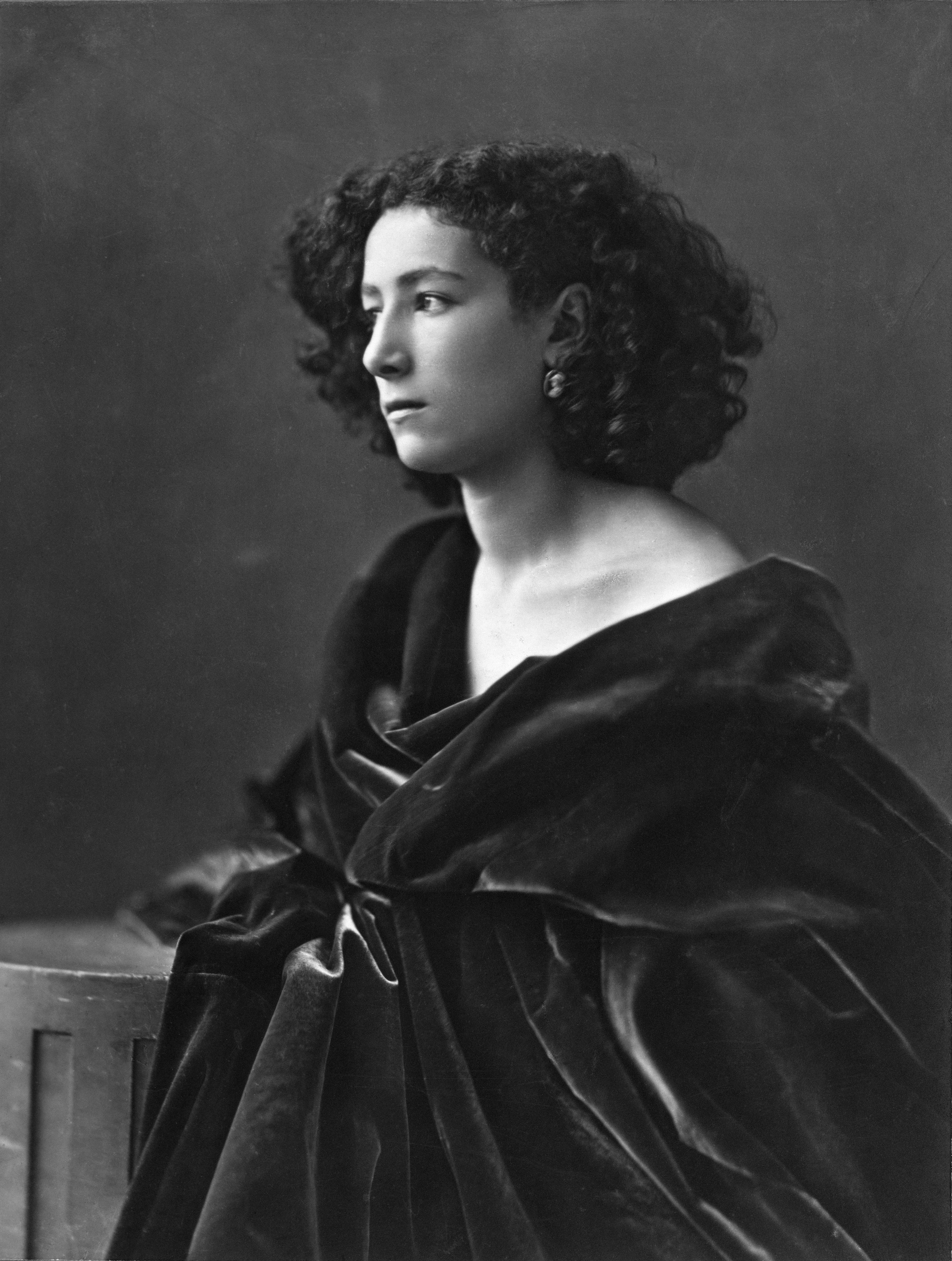
سارا برنارد در سال ۱۸۶۴، عکاسی‌شده توسط نادار

او به‌طرز غریبی شیفتهٔ اریستید دامالا، اشراف‌زادهٔ یونانی و بازیگر فرانسوی، شده بود؛ درحالی‌که دامالا علاقه و کشش چندانی به او نداشت. آن‌ها در سال ۱۸۸۲ ازدواج کردند؛ اما، به دلیل زن‌بارگی، قماربازی، و تحقیر برنارد جلوی دیگران، ازدواج آن‌ها مدت کوتاهی دوام آورد. البته دامالا در ۱۸۸۹ دوباره وارد زندگی برنارد شد، اما به دلیل اعتیاد به مرفین در همان سال از دنیا رفت.

## الهام‌بخشی
برخی نویسندگان برای خلق شخصیت‌های خود از او الهام گرفته بودند. مارسل پروست شخصیت «برما» را بر اساس شخصیت خود برنارد خلق کرده بود. همچنین، اسکار وایلد نمایشنامهٔ سالومه را برای او نوشته بود.

## در جنگ‌ها
اوج محبوبیت او در دوران جنگ فرانسه و پروس بود. او، با تبدیل اودئون به پناهگاهی برای سربازان مجروح و به زور پول و لباس گرفتن از اعیان و خواص، بر شهرت و محبوبیت خود افزود.
در جنگ جهانی اول در قلب ارتش فرانسه در جنگ جهانی جای داشت، به‌طوری‌که نیروهای ارتش او را بر تختی سفید جابه‌جا می‌کردند.

## مخارج
برنارد پول‌هایش را خیلی راحت خرج می‌کرد. پول زیادی خرج پسر و همسرش، اریستید دامالا، کرد. علاقهٔ بسیاری به جواهرات، طراحی مد، و هنر داشت. او مجسمه‌سازی می‌کرد. کلاهی پرشده از خفاش به سر می‌گذاشت، و از جواهرات زیادی استفاده می‌کرد. بعضی از لباس‌هایش از پوست چینچیلا و پلنگچه درست شده بودند. همیشه در مسافرت‌ها تابوت خود را می‌برد. دربارهٔ او می‌گویند: «مدام پول کم می‌آورد، ولی خب، می‌توانست دوباره دربیاورد!»

## نگارخانه

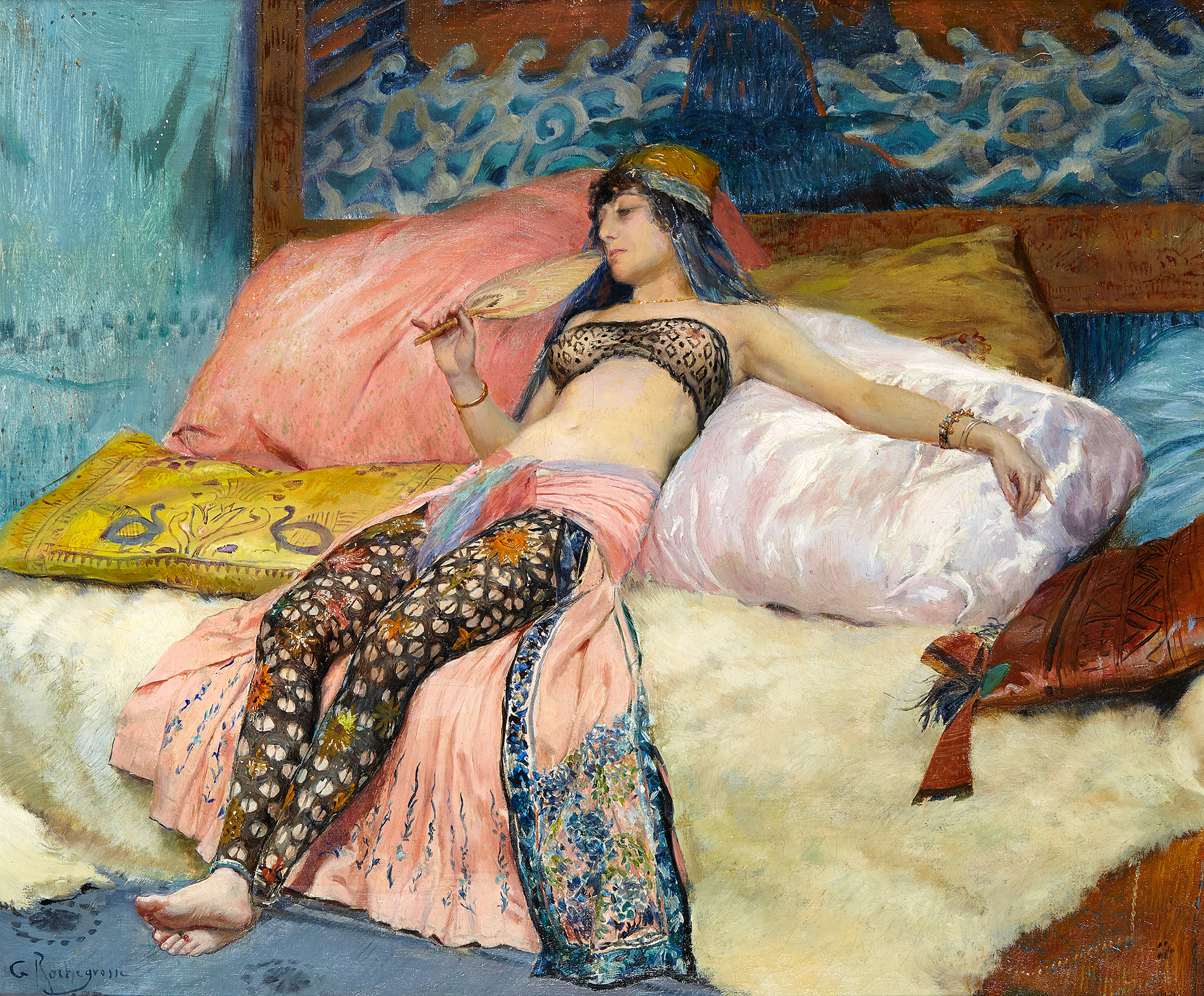
پُرترهٔ سارا برنارد در لباس رقص عربی، اثر ژرژ روشگروس
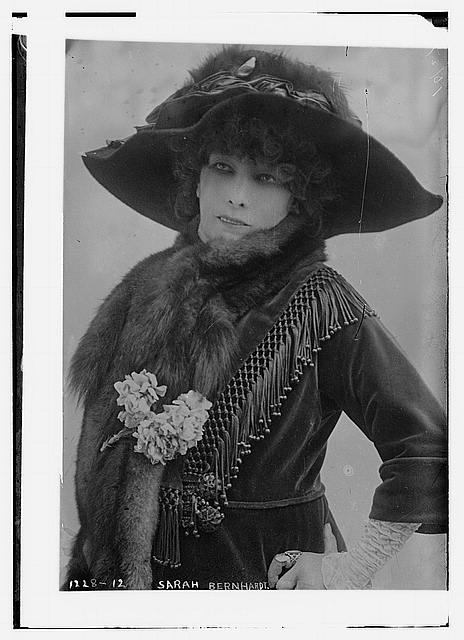
سارا، بیرون از صحنه
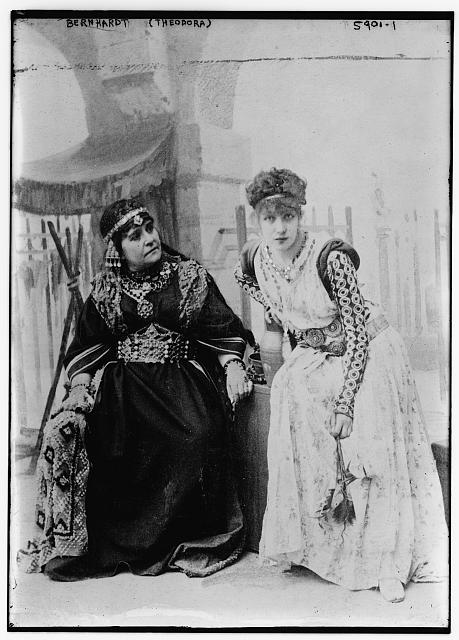
در نقش تئودورا (همسر ژوستینین یکم)
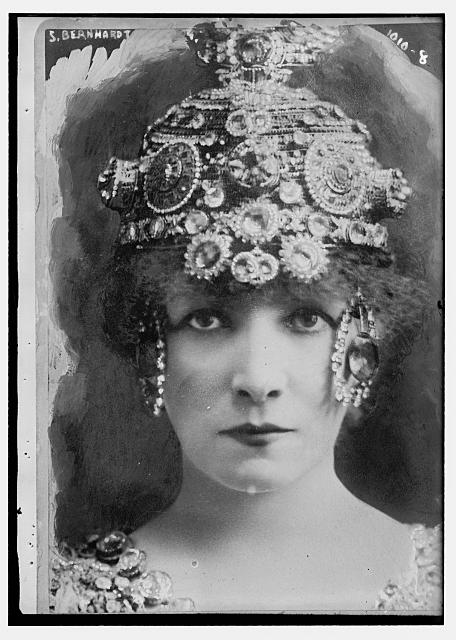
سارا با سرپوشی مجلل
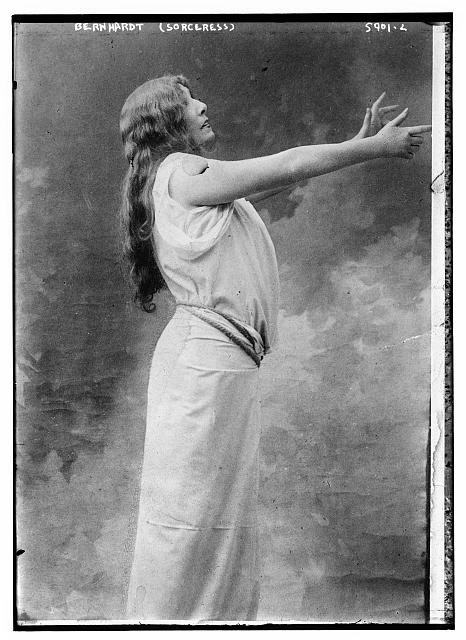
سارا در نقش جادوگر
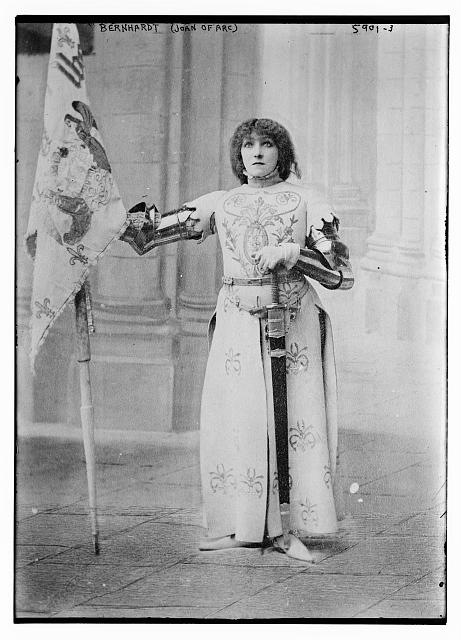
در نقش ژاندارک
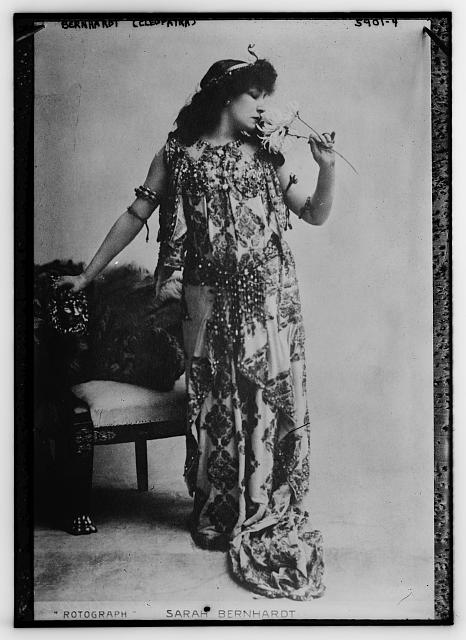
در نقش کلئوپاترا
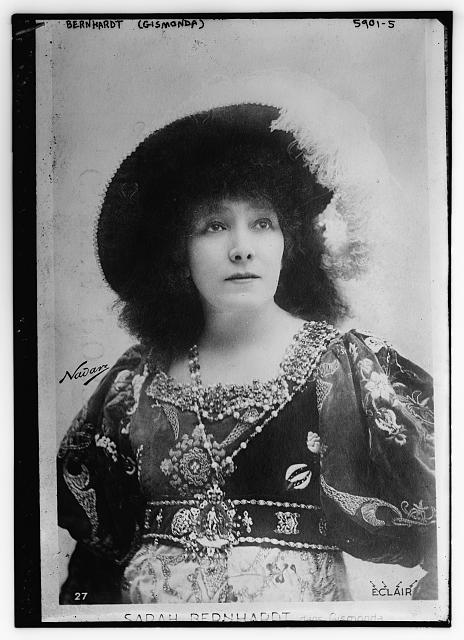
سارا در نمایش ژیسموندا[الف] (۱۸۹۴)، اثر ویکتوریَن ساردو
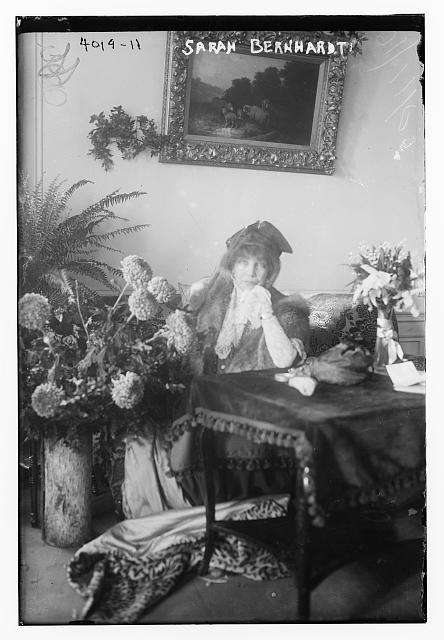
پرتره‌ای غیررسمی از سارا
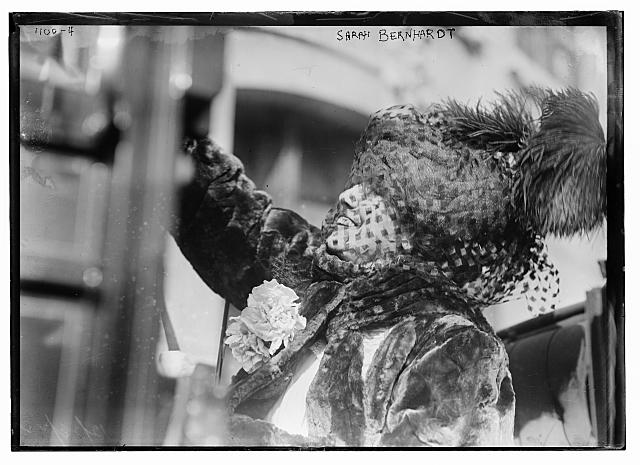
سارا در سال‌های پایانی
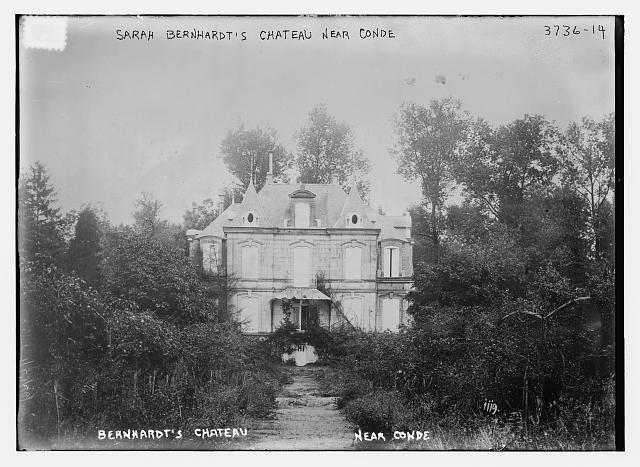
قصر سارا در نزدیکیِ کُنْد[ب]، فرانسه

## یادداشت
1. ↑  Gismonda
2. ↑  Conde